# Zaira sordida
Zaira sordida là một loài ruồi trong họ Tachinidae.